# عبد الحق زكريا
محمد عبد الحق زكريا (ولد يوم 20 يوليو 1974) هو عداء مغربي-بحريني متقاعد مختص في المسافات الطويلة.

## أرقام شخصية
- 3000 متر - 7:40.16 دقيقة (1998)
- 5000 متر - 13:18.19 دقيقة (2003)
- 10,000 متر - 28:07.9 دقيقة (1999)
- نصف الماراثون - 1:01:24 ساعة (2006)
- ماراثون - 2:11:49 ساعة (2006)

## روابط خارجية
- عبد الحق زكريا على موقع الاتحاد الدولي لألعاب القوى (الإنجليزية)
- عبد الحق زكريا على موقع أوليمبيديا (الإنجليزية)